# فروده غرودوس
فروده غرودوس ((بالنرويجية: Frode Grodås)‏؛ مواليد 24 أكتوبر 1964) هو مدرب كرة قدم نرويجي وحارس مرمى دولي سابق. مثل منتخب بلاده في 50 مباراة، وشارك في نهائيات كأس العالم 1998 فضلاً عن كونه احتياطي في كأس العالم 1994.

## روابط خارجية
- فروده غرودوس على موقع IMDb (الإنجليزية)
- فروده غرودوس على موقع الاتحاد الدولي (مؤرشف)  (الإنجليزية)
- فروده غرودوس على موقع اتحاد النرويج (النرويجية)
- فروده غرودوس على موقع قاعدة بيانات كرة القدم.إي يو (الإنجليزية)
- فروده غرودوس على موقع ناشيونال فوتبول تيمز (الإنجليزية)
- فروده غرودوس على موقع عالم كرة القدم.نت (الإنجليزية)